# Katherine Pierce
Katerina Petrova (bulgare : Катерина Петрова; anglais : Katherine Pierce), est un personnage fictif de la série télévisée The Vampire Diaries. Née le 5 juin 1473, Katherine est un double Petrova, descendante de Amara et Tatia. Elle est un ancien vampire et l'ex-amante des frères Salvatore, Damon et Stefan. Elle apparaît d'abord dans l'épisode Origines dans des flash-back récurrents de 1864, où est racontée sa liaison avec les frères Salvatore. Elle a réussi à les transformer en vampires, mais elle a été capturée par les habitants de Mystic Falls afin d'être tuée dans les sous-sols de l'église, où ils avaient l'intention d'enfermer les vampires et de les brûler. Elle apparaît plus tard dans le présent de la série.
Derrière son apparence douce, Katherine est en réalité beaucoup plus calculatrice et manipulatrice, c'est ce qui est révélé à travers les flash-back dans lesquels elle a échappé à une mort certaine avec l'aide de George Lockwood, au détriment de tous les autres vampires de la ville en 1864. Après 145 ans, Katherine revient à Mystic Falls, se jouant de nouveau des frères Salvatore. Katherine ne gagnera cependant pas leur amour après qu'elle a transformé Caroline Forbes en vampire et utilisé un loup-garou, Mason Lockwood, afin de récupérer une mystérieuse pierre de lune. Finalement, elle est représentée comme un double Petrova qui a passé sa vie d'immortelle à fuir un vampire originel nommé Klaus.
Au cours de ses cinq siècles de vie, Katherine est devenue l'un des vampires les plus impitoyables, célèbres et infâmes de l'histoire. Katherine a promis à John Gilbert qu'elle l'aiderait à protéger sa descendante Elena Gilbert, même si la jeune double est sa "concurrente" pour gagner l'affection des frères Salvatore. Elle est d'abord présentée comme le principal antagoniste, mais lors de l'arrivée d'Elijah, un des vampires originels, Katherine est terrifiée par la perspective d'être capturée par Klaus. Une fois qu'elle lui échappe à la fin de la deuxième saison, elle s'enfuit de Mystic Falls. Elle revient quelques épisodes plus tard et se révèle cette fois plus faible, avec de nombreuses failles. À la suite de la prise forcée d'un remède, elle redevient même humaine lors de la quatrième saison de la série. Mais le personnage reste malgré tout l'un des méchants les plus emblématiques de la série, lorsqu'elle fait son retour dans la huitième et dernière saison, après deux saisons d'absence, elle est d'ailleurs présentée comme le méchant ultime surtout après avoir pris le contrôle de l'Enfer, où elle se trouvait depuis sa mort en saison 5, à la suite de la mort de Cade, le Diable. Il est définitivement tué par Stefan Salvatore dans le tout dernier épisode de la série.
Le personnage est une adaptation du personnage de Katherine von Swartzschild de la série littéraire Journal d'un vampire dont la série est adaptée. La série étant une adaptation libre des romans, le personnage est extrêmement différent de sa version papier, même si elle garde son côté méchant et manipulatrice ainsi que sa ressemblance avec Elena, sa relation avec les frères Salvatore et ses liens avec Klaus, son passé ainsi que le reste de son histoire sont totalement différents dans la série télévisée.

## Trame de fond
Katerina Petrova (bulgare: Катерина Петрова) est née dans une riche famille bulgare, le 5 juin 1473. En 1490, la très jeune Katerina est enceinte d'un homme inconnu. Elle porte l'enfant à terme, mais quelques secondes après la naissance de sa fille, le père de Katerina emmène l'enfant à l'écart. Il affirme qu'il serait mieux pour eux de ne jamais voir l'enfant et, par conséquent, la famille de Katerina la renie pour la honteuse naissance d'une fille illégitime.
Katerina est exilée en Angleterre après avoir déshonoré la famille Petrova. En 1492, elle rencontre Trevor. Bien qu'il soit amoureux d'elle, elle reste fidèle à Lord Elijah. À son tour, il la présente à son jeune frère, Lord Niklaus. Katerina est attirée par Klaus jusqu'à ce qu'elle découvre qui il est et ce qu'il compte faire d'elle : un sacrifice pour briser la malédiction du loup-garou qui sommeille en lui. Katerina s'enfuit avec l'aide de Trevor, qui mène ses poursuivants sur une mauvaise piste. Katerina se réfugie dans un chalet dans les bois, où Rose l'amie de Trevor doit la garder en sécurité.
Quand Rose découvre que Katerina a échappé à Klaus avec la pierre de lune, elle enferme Katerina dans une chambre et prévoit de la ramener à Klaus. Katerina simule alors son suicide en se poignardant elle-même avec un couteau, disant qu'elle préfère mourir plutôt que de retourner avec Klaus. Mais c'est une ruse pour forcer Rose à lui donner de son sang pour la guérir. Dès que Rose quitte la pièce pour affronter Trevor, Katerina se pend. Plus tard, se réveillant en transition, Katerina utilise la propriétaire du chalet comme un bouclier face à Rose et achève sa mutation en vampire. Elle s'enfuit, le 6 avril 1492.
Katerina retourne en Bulgarie dans les derniers mois de 1492 et retrouve toute sa famille abattue par Klaus. Commence alors pour Katerina une éternité de fuite...

### 1864
En 1864, Katerina arrive à Mystic Falls, en Virginie, sous le nom de Katherine Pierce afin d'éviter d'être retrouvée par Klaus. Elle est devenue amie avec Pearl et sa fille, Anna, et a sauvé la vie de la sorcière Emily Bennett, cette dernière ayant alors une dette envers elle. Emily a forgé une bague spéciale ornée d'un lapis-lazuli, pour Katherine lui permettant de s'exposer au soleil sans être brûlée. Katherine a été recueillie par l'un des fondateurs de la ville, Giuseppe Salvatore, après avoir inventé une histoire au sujet d'un incendie qui aurait tué toute sa famille. Katherine rencontre Stefan Salvatore, dont elle tombe rapidement amoureuse. Mais elle entame également une relation avec le frère aîné de Stefan, Damon Salvatore. Katherine  transforme plusieurs habitants de Mystic Falls en vampires, alertant par inadvertance les familles fondatrices de l'existence des créatures surnaturelles. Katherine est prévenue par Pearl qu'un élixir contenant de la veine de Vénus est vendu à sa boutique d'apothicaire à la demande d'Honoria Fell. Pearl essaye de convaincre Katherine de quitter la ville, mais celle-ci refuse, prévoyant de transformer Stefan et Damon en vampires.
Réalisant que le Conseil des Fondateurs agira rapidement contre les vampires, Katherine conclut un accord avec George Lockwood : elle lui donnera la pierre de lune s'il l'aide à simuler sa propre mort. Mais le père de Stefan fait boire à ce dernier de la veine de Vénus, ce qui paralyse Katherine après que celle-ci en ait bu.
Paralysée, Katherine est capturée comme tous les autres vampires et emmenée pour être brûlée dans l'église. En chemin, Stefan et Damon furent tous deux tués en essayant de la sauver, abattus par Giuseppe.
George Lockwood aide Katherine à s'échapper. Elle lui donne la pierre de lune, et dit adieu à Stefan, sachant que ce dernier deviendra bientôt un vampire.

### 1920
Pendant les années 1920 à Chicago, Katherine est vue pendant un bref instant, observant de loin Stefan. Au cours d'une descente de police dans un bar, elle remarque le collier de Rebekah mais décide de ne pas le ramasser pour que Stefan ne la voie pas, et disparaît dans l'ombre.

### Saison 1
Damon révèle qu'il a passé toute son existence à être amoureux d'un vampire nommé Katherine et a cherché un moyen de la libérer de sa tombe, où elle a été emprisonnée 145 ans auparavant. Après l'ouverture de la tombe, Damon se rend compte que Katherine n'a jamais été emprisonnée et qu'elle n'a pas cherché à le revoir. Damon en a le cœur brisé.
À la fin de la saison, Katherine, ayant volé certains vêtements d'Elena, va à la maison des Gilbert et se fait passer pour elle auprès de Damon. Après une profonde discussion avec lui, elle l'embrasse. Lui n'a pas encore réalisé que Katherine est revenue à Mystic Falls. Jenna dit à "Elena" de rentrer, ce qui donne à Katherine l'invitation dont elle a besoin pour entrer dans la maison. À l'intérieur, John approche celle qu'il pense être Elena. Katherine lui retire alors sa bague le protégeant d'une mort causée par un être surnaturel, et utilise un couteau de boucher pour lui couper les doigts et le poignarder. Elena arrive porter secours à John, alors que Katherine se tient juste derrière elle.

### Saison 2
Lors de cette saison, Katherine révèle à Stefan qu'elle a en fait volontairement laissé ses amis vampires être piégés par les habitants de Mystic Falls en 1864. Elle souhaitait en effet que Klaus la croit morte avec les autres vampires censés être brûlés dans l'église. Très orgueilleuse, manipulatrice et cruelle, Katherine est prête à tout pour survivre et elle n'éprouve aucune culpabilité à tuer pour se protéger ou arriver à ses fins. Ainsi, elle va tenter de livrer Elena à Klaus afin d'obtenir en retour la vie sauve. Elle révèle à Damon qu'elle n'a jamais été amoureuse de lui et que, pour elle, il n’y a jamais eu que Stefan. Toutefois, elle constate que les frères Salvatore sont tous deux amoureux d'Elena et prêts à tout pour la protéger, ce qui la rend furieuse et jalouse. Elle est retrouvée par Elijah, le frère de Klaus, qui l'enferme dans le tombeau dans l'optique de l'utiliser pour son propre projet, à savoir attirer Klaus à Mystic Falls pour le tuer. Cependant, elle finit par être libérée grâce à Damon, mais est ensuite capturée par Klaus, qui la torture pendant des jours pour se venger de sa fuite. À la suite de la morsure de Damon par Tyler, Klaus confie à Katherine le remède, une fiole de son sang, pour qu'elle lui apporte. Elle sauve ainsi la vie de son ancien amant avant de quitter la ville et Damon considère donc qu'ils sont quittes.

### Saison 3
Katherine apparait pour la première fois dans cette saison quand elle appelle Damon, pour lui donner des informations à propos de Stefan et du lieu où il se trouve. Elle refuse de dire à Damon où elle est, mais plus tard on la voit sortir d'une cabine téléphonique à Chicago. Dans Comportements Dérangeants, elle est toujours à Chicago et attire l'attention de Stefan pour le faire sortir d'une boutique où Rebekah essaye des vêtements. Elle lui demande plus d'informations à propos du collier de Rebekah, Klaus étant à sa recherche et Stefan l'ayant donné à Elena. Elle veut connaître les plans de Stefan, mais il refuse de les partager. Katherine le met en garde au sujet de comploter contre Klaus.
Dans Le Calcul, après l'arrêt de la voiture, Katherine révèle à Damon qu'elle a enlevé Jeremy. Elle a besoin de Jeremy parce qu'il est capable de communiquer avec les fantômes, et il a une relation avec Anna, l'une des seules personnes à connaître Mikael, un vampire qui chasse les vampires. Anna dit que Mikael est le seul qui peut tuer Klaus pour de bon, et il a été enseveli par une sorcière dans les années 1990.
Katherine ignore l'avertissement d'Anna et localise la tombe de Mikael. Katherine réveille Mikael qui se nourrit d'elle par la force.
Dans Retour, Damon fait appel à Katherine pour élaborer un plan pour tuer Klaus. Elle fait semblant d'être du côté d'Elena afin qu'elle ne court aucun danger car tout se passe à l'écart. Cependant, au cours de la soirée, Klaus, pensant qu'elle est Elena, lui révèle que, dans le cas où il meurt, tous les autres Hybrides tueront Damon. Katherine retourne à la maison des Salvatore et renoue avec Stefan et lui répète ce que Klaus lui a dit. Elle tente de le convaincre d'empêcher Damon de tuer Klaus, parce que peu importe ce qu'il décide, elle a un plan de secours.
De retour à la fête, Mikael oblige l'un des hybrides à saisir Katherine, prétendant être Elena, et menace de la tuer si Klaus ne sort pas de la maison des Lockwood. Mikael poignarde Katherine, qui tombe apparemment mortellement blessée, alors que Damon saute sur Klaus. À la surprise de Mikael, Katherine se relève, jette des grenades d'aconit à l'approche des hybrides avant de quitter les lieux.

### Saison 4
Katherine revient dans l'épisode Dans Un Trou De Lapin quand Elena, Stefan, Damon, Bonnie, Jeremy et Shane sont à la recherche du Remède. Elle sauve Jeremy du chasseur, se faisant passer pour Elena. Dans les derniers instants de l'épisode, Katherine donne Jeremy en sacrifice à Silas, lui arrache le Remède, et s'enfuit. Cependant, elle apparaît de nouveau en Pennsylvanie, où elle révèle qu'elle est dans une relation intime avec Elijah Mikaelson, qu'elle lui a remis le Remède afin de lui prouver son amour.
Klaus refuse la liberté de Katherine. Elle l'informe via une lettre qu'une sorcière de la Nouvelle-Orléans complote contre lui et qu'il devrait se rendre là-bas. Elle le persuade alors de quitter la ville. Katherine fait un marché avec Bonnie pour obtenir la pierre tombale de Silas.
Dans Graduation, Katherine vient à l'université pour trouver Elena et la tuer. Elena et Katherine se battent. Katherine est en passe de gagner et plonge sa main dans la poitrine d'Elena pour arracher son cœur. Mais juste avant, cette dernière trouve le Remède dans sa poche et l'enfonce dans la bouche de Katherine, faisant ainsi d'elle une humaine. Katherine s'effondre, et Elena lui souhaite d'avoir une belle vie d'humaine.

### Saison 5
En raison du Remède qu'elle a ingéré de force à cause d'Elena, la saison 5 s'ouvre avec Katherine humaine et sa difficulté à faire face aux nouveaux défis liés à ce statut. Désespérée et en besoin de protection, elle revient à la pension familiale des Salvatore pour demander l'aide de Damon qu'elle supplie afin d'obtenir sa protection. Les choses tournent au pire pour Katherine quand elle découvre que Silas est à sa recherche parce qu'elle est déterminante dans son plan pour abroger son immortalité et détruire le voile de l'Autre Côté. En désespoir de cause, Damon dit Jeremy de lui apporter Katherine, mais cette dernière se défend et finit par s'échapper.
De retour chez les Salvatore, Katherine commence à faire les mêmes rêves qu'Elena, centré sur Stefan. Ils partent à sa recherche mais leurs plans sont déjoués, et Katherine est en danger une fois de plus. Cette fois, elle est kidnappée par Nadia, qui lui révèle qu'elle projette de la livrer à Silas. Mais après que Nadia se rend compte que Silas l'utilise uniquement que pour arriver à ses fins, elle change ses plans. Elle finit par révéler à Katherine que Silas a besoin de son sang, puisqu'elle est désormais le nouveau Remède. Mais pour que cela fonctionne, il a besoin de la drainer entièrement de son sang. La relation entre Nadia et Katherine est lentement révélée, jusqu'à ce que Nadia admette enfin la vérité : elle est Nadia Petrova, la fille de Katherine, qu'elle a abandonné à sa naissance en Bulgarie. Après que Damon livre Katherine à Silas, ce dernier draine son sang, et il est de nouveau mortel. Katherine, censée être morte, survit par miracle à l'incrédulité générale.
Ayant désespérément besoin d'aide, Katherine se tourne vers Caroline à l'université pour obtenir de l'aide. En usurpant l'identité d'Elena, Katherine commence à aider Caroline à comprendre ce qu'est exactement le Dr Wes, qui participe à l'activité d'une société secrète, l'Augustine. C'est à ce moment que Katherine commence à développer les premiers symptômes de vieillissement. Afin d'inverser son vieillissement, Katherine va voir Qetsiyah, mais Qetsiyah se suicide, laissant Katherine avec son problème.
Après une autre virée avec sa fille Nadia, Katherine apprend qu'elle est traquée par les Voyageurs. Décidant qu'après des siècles de fuite, elle ne pouvait plus échapper à la vieillesse et la mort immanente, elle décide de mettre fin à ses jours. Sautant de haut de l'horloge de Mystic Falls, elle est sauvée par Stefan, qu'elle a aidé à faire face à son stress post-traumatique. Stefan lui dit qu'après tout ce qu'elle a enduré, elle peut faire face à cela. Katherine se rend compte de ses sentiments pour lui, et ils s'embrassent passionnément.
Dans l'épisode suivant, les deux passent la nuit ensemble. Mais quand Katherine se réveille, elle découvre qu'elle a perdu quelques mèches de cheveux. Nadia a un plan pour sauver sa mère : utiliser son âme de Voyageur et son sang pour vivre dans un autre corps. En route pour mettre au point le plan de Nadia, Katherine tombe en bas de l'escalier et fait une crise cardiaque. Elle continue d'halluciner sur son passé jusqu'à ce qu'elle sorte de l'hôpital. Plus tard dans la journée, elle revient à la pension Salvatore où Damon tente de la tuer avec un oreiller, le Shérif Forbes l'arrête sous la menace de le poursuivre en justice pour meurtre. Nadia revient et la supplie d'utiliser son don de Voyageur pour habiter un autre corps, mais Katherine refuse et attend qu'Elena vienne la voir mourir. Elena lui pardonne tout ce qu'elle a fait mais Katherine lui attrape le visage et récite la formule magique des Voyageurs. Un téléphone sonne, et Elena se réveille pour y répondre, Nadia active alors Katherine. Cette dernière lui dit qu'elle a bien réussi à posséder Elena maintenant.
Katherine reste dans le corps d'Elena. Nadia et ses amis tentent de trouver un sort qui puisse permettre à Katherine de garder le contrôle total sur Elena. Mais avant que le sort soit terminé, Elena retrouve son corps, et elle s'enfuit de la maison. Elle est à la recherche de Damon, ils s'étreignent, mais dans le même temps, le voyageur termine le sort et Katherine reprend possession du corps d'Elena. Elle dit alors à Damon qu'il n'y a plus rien entre eux. Katherine tente alors de reconquérir Stefan. Pendant ce temps, Nadia se fait mordre par Tyler et Katherine appelle le Dr Maxfield afin de trouver un remède pour Nadia. Au manoir Salvatore, tout le monde a deviné qu'Elena est en fait Katherine et ils décident de tous l'appeler pour l'obliger à se trahir. Enfin, ils décident d'organiser une fête surprise pour Bonnie. Nadia et Katherine sont devenues suspectes et elles se rendent compte que tout le monde au manoir connaît la vérité. Damon s'échappe et torture le Dr Maxfield.
Lorsque Katherine arrive à son laboratoire elle le trouve mort. Stefan l'appelle pour lui dire que Nadia est chez lui et qu'elle est mourante. Nadia est en train d'halluciner sur son lit de mort, et tout le monde se réunit autour d'elle. Enfin, Katherine arrive et dit à Nadia qu'elle peut la sauver si elle demande un peu de sang à Klaus. Nadia lui pardonne tout puis hallucine de nouveau, demandant à Katherine si elle connaît une femme du nom de Katerina Petrova qui a tué, menti, et manipulé les gens pour survivre. Nadia meurt et va de l'Autre Côté, en passant par Bonnie. Katherine couvre le corps de Nadia avec une couverture et tente alors de s'échapper, mais quand elle ouvre la porte, elle rencontre Damon. Stefan la poignarde avec le couteau des Voyageurs, la tuant définitivement. L'esprit de Katherine vient à Bonnie, qui est à l'église, et elle lui avoue qu'elle a injecté le "remède" du  Dr Maxfield dans le corps d'Elena, qui se révélera être une potion l'obligeant à se nourrit exclusivement de sang de vampire. Elle se met à rire, en disant que si Stefan ne veut pas d'elle, personne ne l'aura. Elle retire sa main des épaules de Bonnie, prête à aller de l'Autre Côté, mais elle ne peut pas. Un puissant vent commence à souffler dans l'église, l'aspirant dans un trou noir. Après 541 ans de vie, Katherine est allée en Enfer.
Dans Pendant que Vous dormiez, elle apparaît comme une hallucination dans l'esprit d'Elena qui lit son journal ; Elle recrée la scène du Motel avec Stefan, dans l'épisode Pas de Sortie, où elle et Stefan ont flirté.

### Saison 8
Dans le quatorzième épisode de la huitième et dernière saison, on apprend que Katherine dirige l'Enfer à la suite de la mort de Cade, le diable. Dans le quinzième épisode, elle fait revenir des enfers Kelly et Vicki Donovan. Kelly est chargée de semer la pagaille au mariage de Caroline et Stefan, permettant à tout le monde d'ignorer la présence de Vicki. Elle est repérée et meurt, mais cela laisse quand même le temps à Vicki de rejoindre la cloche Maxwell pour permettre aux flammes de l'Enfer de venir semer le chaos à Mystic Falls.
Katherine fait son retour physique dans le dernier épisode de la série. Elle se fait passer pour Elena devant Damon et Stefan mais ils découvrent très rapidement la supercherie. Katherine a caché le corps d'Elena dans le sous-sol du lycée et s'amuse à suivre partout Damon pour le narguer et vanter sa future victoire. L'ayant compris, Damon l'attire vers le passage qui mène à l'Armurerie, en effet, Bonnie a trouvé une solution pour détruire Katherine, l'Enfer et éviter que Mystic Falls soit détruite : elle doit renvoyer les flammes de l'Enfer dans le passage et faire en sorte que Katherine y soit en même temps.
Stefan se sacrifie à la place de Damon et décide d'aller dans les flammes avec Katherine. Les deux anciens amants meurent donc en même temps, brulés par les flammes de l'Enfer.

## Personnalité
Katherine s'est avérée être très intelligente tout au long de la série. Elle est une habile manipulatrice qui utilise tous les moyens nécessaires pour atteindre ses objectifs. Elle dispose d'un fort instinct de survie et d'un important sens de l'auto-suffisance, qui se sont développés au cours de ses cinq siècles de fuite. Même en tant qu'humaine, elle se montre particulièrement adaptative. Elle dit à Elena dans Katerina que, après avoir été bannie de Bulgarie, elle est rapidement devenu anglaise. Quand elle apparaît dans les flash-back, elle parle couramment l'anglais avec un accent correspondant parfaitement.
Au travers son rôle d'antagoniste dans la saison 2, elle montre son impitoyabilité et sa nature calculatrice. Elle tue Caroline simplement pour envoyer un message aux frères Salvatore. Elle tue également un innocent dans la Mascarade, et n'a aucun scrupule à laisser Tyler tuer Matt Donovan pour activer sa malédiction de loup-garou. Elle oblige aussi Tante Jenna à se poignarder elle-même l'estomac comme punition pour Elena pour avoir désobéi à ses ordres de rester à l'écart de Stefan.
Dans Le Plan B, Katherine se révèle être hautement stratégique dans sa planification des événements futurs, insistant sur le fait qu'elle a beaucoup de plans de secours pour s'assurer d'atteindre ses objectifs.

## Pouvoirs et capacités particulières
Katherine a tous les pouvoirs et compétences que les vampires possèdent typiquement dans Vampire Diaries. Toutefois, âgée de plus de cinq siècles, elle est nettement plus forte et plus rapide que de nombreux vampires, en particulier au début de la saison 2. Elle semble être particulièrement habile pour manipuler les rêves, même lorsqu'elle est dans le corps d'Elena. Elle utilise cette compétence à plusieurs reprises, principalement pour jouer avec l'inconscient de Stefan. Elle l'utilisera une autre fois pour soulager sa fille mourante.
Après avoir été dupée par Giuseppe Salvatore avec une boisson à la veine de Vénus, Katherine a siroté une petite dose de cette dernière chaque jour pendant 145 ans, développant ainsi une exceptionnelle tolérance à cette substance nocive, même lorsqu'elle est injectée à des doses élevées.
Katherine perd à la fois son immortalité et ses pouvoirs vampiriques quand elle ingère le remède à la fin de la saison 4. Il est révélé plus tard qu'elle était un Voyageur, et avait accès à une forme rudimentaire de sorcellerie appelée la Magie des Voyageurs. Elle utilise ces pouvoirs pour "habiter" le corps d'Elena.
Même en tant que mortelle, elle démontre qu'elle est encore capable de se défendre. Elle utilise un fusil de chasse en tirant sur Silas, et en échappant à la sécurité de Matt et Jérémy. Tout en étant prise en otage par Nadia, sa fille, Katherine parvient à lui empaler la poitrine sans toucher le cœur, démontrant ainsi ses grandes capacités d'autodéfense.

## Pouvoirs et compétences vampiriques
Katherine avait des pouvoirs et des capacités propres aux vampires quand elle en était encore un.
- La possibilité de contrôler quelqu'un et ses souvenirs par l'hypnose.
- La capacité de se déplacer plus vite que les humains.
- La capacité à être plus forte que les humains
- La capacité à entrer dans leur esprit et de contrôler leurs rêves.
- Katherine est un vampire, elle est immortelle et ne vieillit donc pas. Son immortalité signifie aussi qu'elle ne peut pas être définitivement blessée physiquement et qu'elle guérit presque immédiatement. Mais elle n'est pas invulnérable à tout, la Veine de Vénus, le bois, le feu et le soleil peuvent lui être fatals.

## Faiblesses vampiriques
Katherine avait les faiblesses suivantes, en tant que vampire :
- La veine de Vénus: La veine de Vénus à la capacité de blesser un vampire physiquement. La porter et la boire pour l'homme permet de s'assurer que les vampires ne peuvent pas les hypnotiser et boire leur sang. Toutefois, si un vampire consomme de la veine de Vénus régulièrement, elle aura moins d'effet sur lui permettra une immunité contre l'hypnose des Originels.
- Le bois: Le bois est mortel pour les vampires s'il touche le cœur, mais sinon, il l'affaiblit.
- Le soleil: le soleil brûle les vampires qui ne portent pas d'amulettes les protégeant. Sinon, le soleil brûle les vampires et peut les conduire à une mort permanente.
- La magie: Une sorcière est capable de canaliser assez de magie pour tuer un vampire.
- Le Remède: Le Remède débarrasse le vampire de tous ses attraits, le rendant humain de nouveau.
- Le venin de loup-garou: Le venin d'une morsure de loup-garou est suffisant pour tuer un vampire.
- L'invention de Jonathan Gilbert: L'invention des Gilbert a été enchantée par la magie d'Emily Bennett. Un tel appareil a la capacité de neutraliser tous les vampires et les loups-garous dans un rayon de huit cents mètres.